# Ommel
Ommel ist eine dänische Ortschaft mit 268 Einwohnern (Stand 1. Januar 2023) auf Ærø. Die Ortschaft liegt im Kirchspiel Marstal (Marstal Sogn), das bis 1970 zur Harde Ærø Herred im damaligen Svendborg Amt (bis 1864: Nordborg Amt) gehörte. Mit der Auflösung der Hardenstruktur wurde das Kirchspiel in die Marstal Kommune im neugegründeten Fyns Amt aufgenommen, die Kommune wiederum ging ein Jahr vor der Kommunalreform zum 1. Januar 2007 mit der Ærøskøbing Kommune in der Ærø Kommune auf, die mittlerweile zur Region Syddanmark gehört.
Ommel liegt etwa drei Kilometer nordwestlich von Marstal. Nordwestlich von Ommel liegt die Landzunge Ommelshoved und im Norden die Insel Halmø. Erstmals erwähnt wurde die Ortschaft im Jahr 1486.

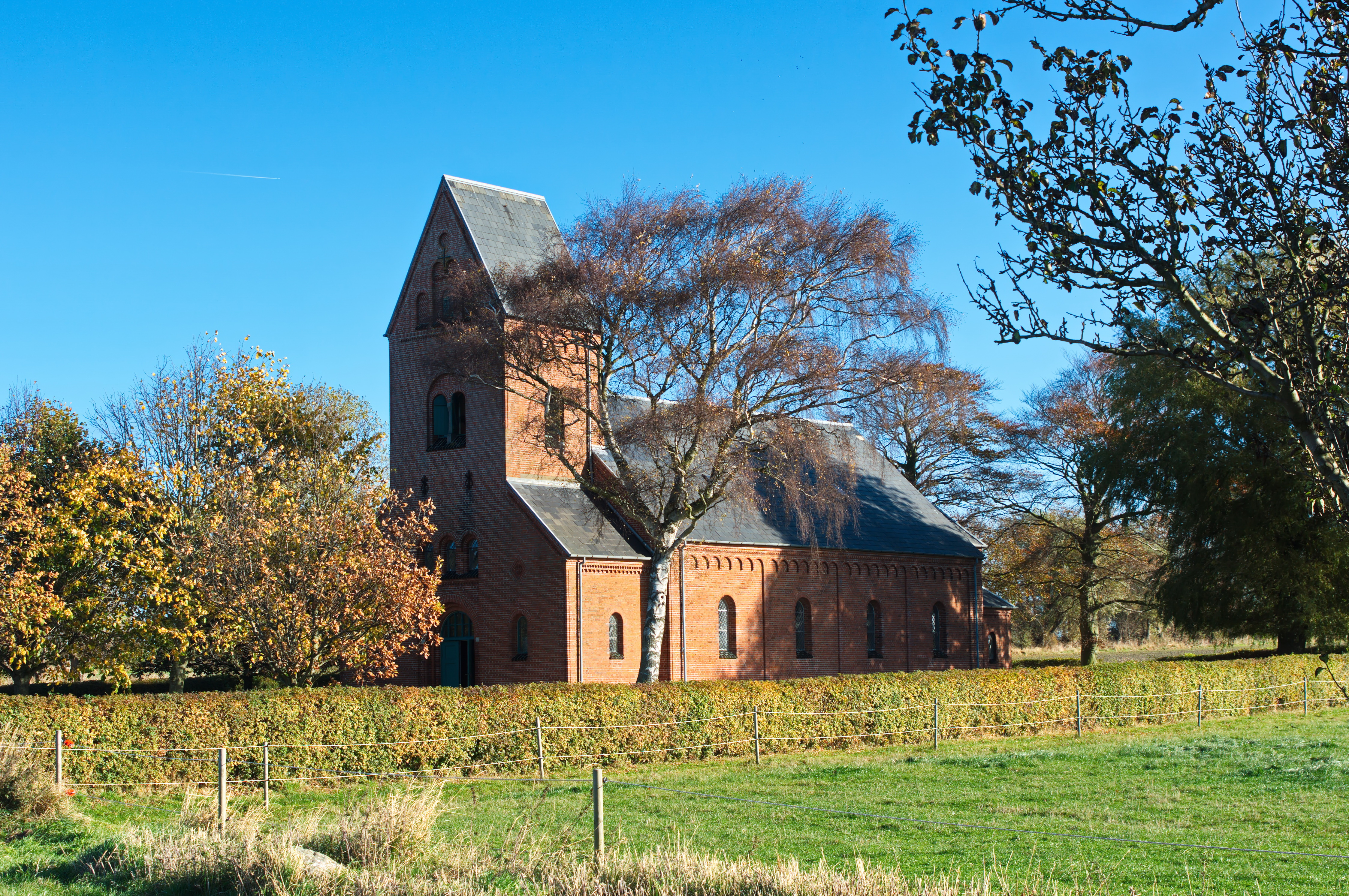
Die Kirche im Herbst
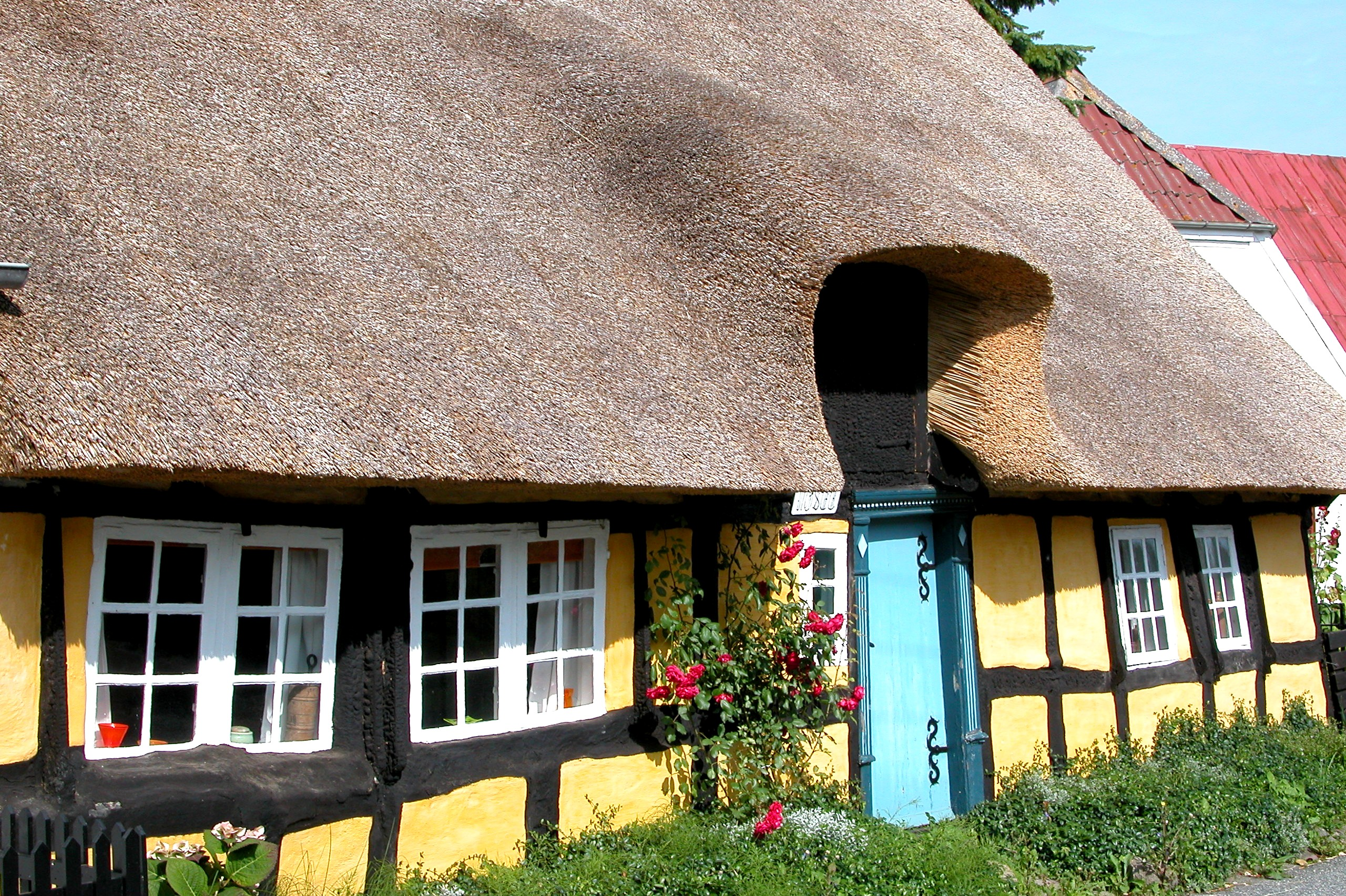
Das älteste Haus
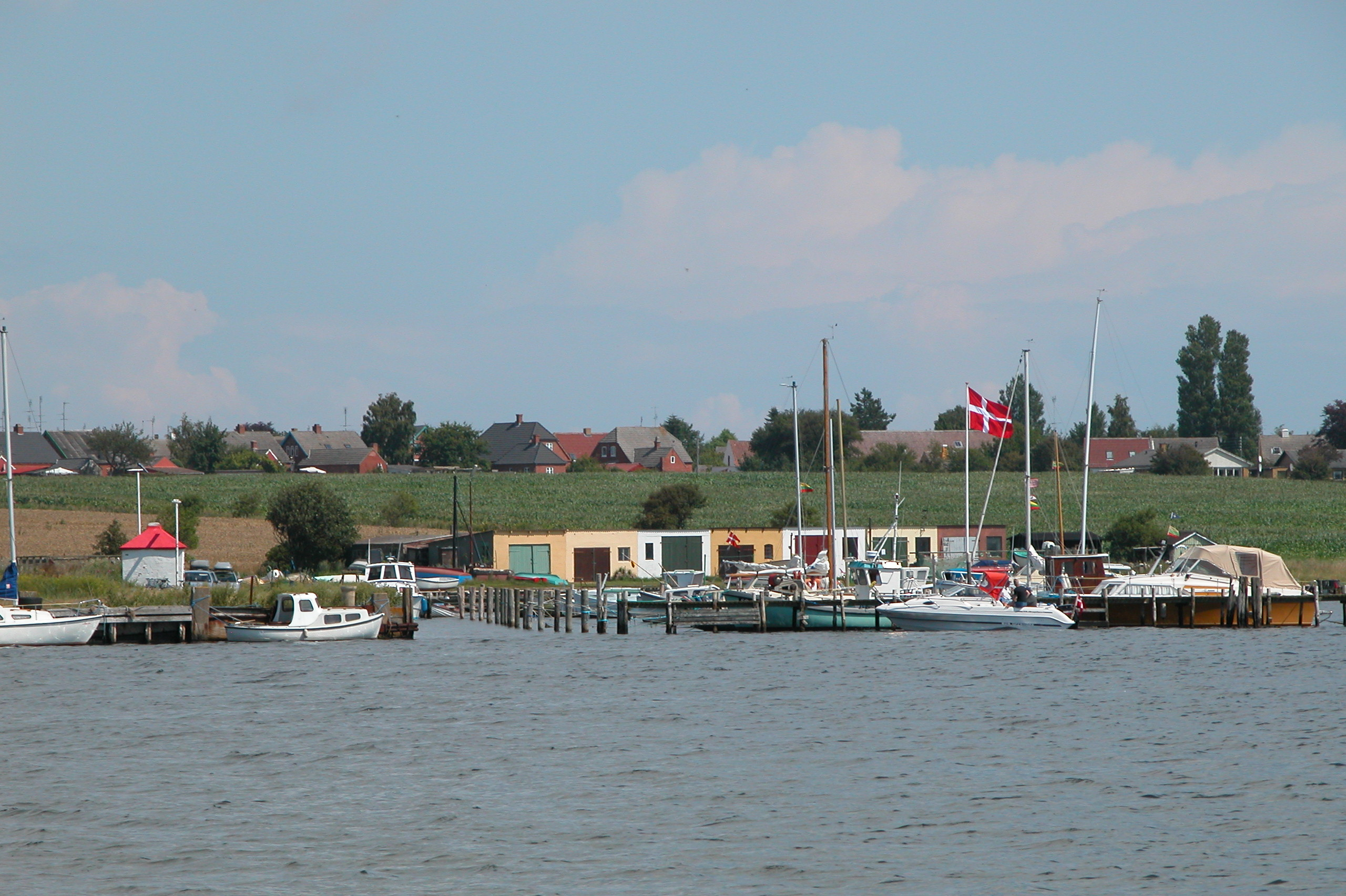
Der Hafen Kleven, Ommel im Hintergrund